# Ascending Hate
Ascending Hate è il nono album studio del gruppo musicale symphonic black metal austriaco Graveworm.

## Tracce
1. The Death Heritage – 7:05
2. Buried Alive – 6:12
3. Blood, Torture and Death – 5:03
4. To the Empire of Madness – 5:28
5. Downfall of Heaven – 4:56
6. Stillborn – 5:44
7. Liars to the Lions – 4:54
8. Rise Again – 5:12
9. Son of Lies – 4:36
10. Nocturnal Hymns (Part 2: The Death Anthem) – 5:48

## Formazione
- Stefan Fiori - voce
- Stefan Unterpertinger - chitarra, tastiera
- Maschtl Innerbichler - batteria
- Harry Klenk - chitarra
- Florian Reiner	- basso